# Mölndal (commune)
La commune de Mölndal est une commune du comté de Västra Götaland, dans l'ouest de la Suède. Sa superficie est de 147 km² et sa population était estimée en 2020 à environ 68150  personnes. Son chef-lieu est la ville de Mölndal.

## Communes limitrophes
- Göteborg (au nord et à l'ouest)
- Härryda (à l'est)
- Mark (au sud-est)
- Kungsbacka (au sud)

## Localités principales
- Mölndal (35 717, fait partie de la ville de Göteborg)
- Lindome (10 505 habitants)
- Kållered (6 593 habitants)
- Hällesåker (337 habitants)
- Tulebo (215 habitants)

## Paroisses
Chiffres de population fournies par la commune de Mölndal pour 2004 :
- Fässberg : 27 209 habitants
- Kållered : 7 257 habitants
- Lindome : 13 364 habitants
- Stensjön : 9 922 habitants

## Monuments et lieux touristiques
- Château de Gunnebo (Gunnebo slott en suédois)